# Tomas Scheckter
Tomas Michael Scheckter (Monte Carlo, 21 settembre 1980) è un pilota automobilistico sudafricano.
Ultimo discendente della più famosa famiglia da corsa sudafricana, Tomas è figlio del campione del mondo 1979 di Formula 1 Jody Scheckter. Suo zio Ian Scheckter ha disputato alcuni Gran Premi nella metà degli anni '70. Anche il fratello Toby e il cugino Jaki si sono dedicati con alterne fortune alle corse automobilistiche.

## Carriera
Incoraggiato a gareggiare sui go-kart insieme al fratello maggiore Toby dalla madre Pam, Tomas vinse il campionato sudafricano nel 1995. Dopo aver corso in categorie minori, nel 2001 diviene collaudatore della Jaguar Racing in Formula 1 e occupa il ruolo da gennaio a maggio di quell'anno prima che il rapporto col team si interrompa bruscamente per motivi, si dice, legati ad alcuni comportamenti poco consoni del pilota al di fuori della pista.
Nel 2002 approda in Indy Racing League nel team dell'ex pilota di Formula 1 Eddie Cheever. Al suo primo anno ottenne tre pole (nella gara primaverile del Texas, in Kansas e in Michigan) e una vittoria (Michigan). Alla 500 miglia di Indianapolis dominò incontrastato fino al giro 173, quando finì a muro a seguito di un errore. Sembra che furono proprio i numerosi sbagli, oltre che varie incomprensioni con Cheever stesso, che portarono alla rottura col team.
Nel 2003 corre per il Target Chip Ganassi Racing a fianco del campione dell'anno Scott Dixon. Tomas conclude 10º nella classifica generale e non viene riconfermato da Ganassi per l'anno successivo.
Emigrato al team Panther Racing, tra il 2004 e il 2005 ottiene tre pole e una vittoria (in Texas nel 2005).
Nell'inverno del 2005 disputa due gare nel team Sudafrica dell'A1 Grand Prix al Lausitzring e all'Estoril.
Dal 2006 al 2007 ha corso per il team Vision Racing, che fa capo all'attore di Grey's Anatomy Patrick Dempsey e a Tony George, proprietario del circuito di Indianapolis e organizzatore della IndyCar Series. Suo compagno di squadra è stato l'americano Ed Carpenter, il cofondatore della Vision Racing.
Disputerà i campionati di IndyCar Series fino al 2011, anno del suo ritiro dalle corse. In questi anni cambia spesso team e corre pochissime gare, correndo solamente 26 gran premi in 4 anni ottenendo come migliore prestazione un 6º posto nel 2009 sul circuito di Iowa.